# 治平專案
治平專案，是中華民國政府為防止組織犯罪與地方派系結合成黑金政治，依《組織犯罪防制條例》於1995年3月起實施第一階段全國大掃黑，以及1996年8月實施第二階段至今。現階段為中華民國內政部策劃實施的檢肅黑道幫派工作，有效遏止黑道幫派組織犯罪。高知名度幫派犯罪組織首惡、重大罪犯等，經法院裁定後列為治平專案檢肅目標或治平專案對象。

## 專案目的
掃黑除暴維護社會治安，以協助穩定社會秩序。掃黑重點為瓦解犯罪組織及新興幫派堂口，並以和美在地角頭謝曜棠為主要目標。

## 執行
針對黑道幫派分子活動據點及經常出入場所，如賴以維生之行業（酒店、地下錢莊、賭場等）加強監控、查察、蒐報，規劃同步掃蕩，斷絕其金脈，並實施專案臨檢搜索臨檢。

### 全國同步掃蕩校園毒品專案
鑑於校園霸凌、毒品深入校園案件頻傳，黑道藉由毒品，控制學生以擴張勢力。為阻斷校園犯罪，臺灣高等法院檢察署與內政部警政署刑事警察局於2010年9月20日至2011年8月3日止，共進行7次「全國同步掃蕩校園毒品專案」，未來仍將不定期執行掃蕩校園毒品任務，斷絕校園克他命（氯胺酮）供給。專案也時常緝獲犯罪組織首惡治平專案檢肅目標。2011年各直轄市、縣市警察局實施防制幫派公開活動相關攔檢盤查等勤務241場次，出動警力6,804人次，清查發現參與幫派公開活動之未成年367人、學生（含中輟生）276人；均較2010年減少。有效壓制黑道幫派氣燄，並防制未成年人、學生參加黑道幫派活動。

## 外部連結
- 組織犯罪防制條例 （页面存档备份，存于）.全國法規資料庫.民國 107 年 01 月 03 日（繁體中文）
- 中華民國司法院法學資料檢索系統 （页面存档备份，存于）（繁體中文）